# Out of My Mind (B.o.B)
Out Of My Mind è un brano musicale del rapper statunitense B.o.B pubblicato il 21 maggio 2012 come quarto singolo dall'album Strange Clouds. Il singolo vede la partecipazione della rapper trinidadiana Nicki Minaj.

## Video Musicale
Il video musicale di Out of My Mind è ambientato in una clinica psichiatrica dove vengono effettuati esperimenti di controllo mentale. Il video inizia con scene di persone rinchiuse con volti mostruosi, poi si vede il rapper B.o.B in camicia di forza essere trascinato via da agenti della sicurezza, viene portato per una valutazione psichiatrica dalla dottoressa, interpretata da Nicki Minaj, e si alternano scene in cui la Minaj valuta B.o.B, e scene dove canta in uno sfondo costituito da un muro con una camicia di forza, che simboleggierebbe il fatto che anche su di lei sono stati effettuati esperimenti di controllo mentale, poi nella scena contigua B.o.B viene portato davanti al Comitato di Grazia per chiedere di essere librato, ma il comitato respinge la richiesta del rapper, nella scena finale i due rapper si trovano nella stessa cella e B.o.B sussurra alla Minaj "shh, they might be listening" ovvero "shh, loro potrebbero sentirci".

## Recensione
Out of My Mind è stata accolta con recensioni generalmente positive dalla stampa, in particolare la parte della Minaj nella canzone è considerata una delle migliori performance rap della cantante, insieme alla sua parte in "Monster" di Kanye West.

## Classifiche
| Classifica (2012) | Posizione massima |
| ----------------- | ----------------- |
| Regno Unito       | 67                |
| Regno Unito (R&B) | 30                |